# Dorotea de Chopitea
Antonia Dorotea de Chopitea y Villota (Santiago, Capitanía General de Chile, Imperio español; 4 de junio de 1816-Barcelona, España; 3 de abril de 1891) fue una católica chilena, descendiente de familia aristocrática, que radicó en la ciudad de Barcelona y fue promotora de las obras de san Juan Bosco en esa ciudad. Fue una de las principales impulsoras de la construcción de edificios religiosos en Barcelona durante el gran periodo de extensión de la ciudad en el siglo XIX.

## Biografía

### Vida personal
Su padre fue el caballero vizcaíno Pedro Nicolás de Chopitea Aurrecoechea —primo hermano del prócer chileno José Miguel Carrera— destacado comerciante de mercancías y esclavos, y su madre, la dama chilena Isabel de Villota.
Se casó a los 16 años de edad con el banquero José María Serra Muñoz (también nacido en Chile y luego emigrado a España), con quien tuvo seis hijas. José María Serra fue más tarde cónsul del gobierno chileno en Barcelona. Enviudó en 1882.
Falleció el 3 de abril de 1891, a los 74 años, rodeada de sus hijas, nietos y yernos. De ella desciende Núria de Gispert, presidenta del Parlamento de Cataluña de 2010 a 2015.

### Filantropía
En su vejez, contribuyó a diversas obras asistenciales en Barcelona (España). Tuvo correspondencia con san Juan Bosco y con su sucesor, el beato Miguel Rúa, y también contribuyó a la fundación de otras obras sociales de los salesianos en las ciudades de Santiago y Talca (Chile). En Barcelona financió la creación de las Escuelas Profesionales de Sarriá, el Colegio Salesiano de San José y otras instituciones religiosas encaminadas a la educación y formación de jóvenes pobres.
Junto al sacerdote Blas Cañas y el filántropo chileno Manuel Arriarán, contribuyó en la fundación de los colegios salesianos "Patrocinio de San José" y "María Auxiliadora" en Santiago de Chile. Entregó casi toda su fortuna personal a la beneficencia.
Fue declarada venerable por el papa Juan Pablo II el 9 de junio de 1983 y su vida está en estudio para su próxima beatificación. Sus restos reposan en el santuario y parroquia de María Auxiliadora de Sarriá (Barcelona). Como afirma el historiador salesiano Ramón Alberdi, «las tensiones sociales de una ciudad en transformación estimularon a esta cristiana de la alta burguesía a dedicar su tiempo y sus recursos a impulsar instituciones dedicadas a la mejora de las condiciones de vida de los nuevos marginados».
El palacio señorial donde residió en Barcelona es actualmente el Hotel Granvía.

## Cronología básica
- 1816 	Nace en Santiago de Chile, hija del vizcaíno Pedro Nicolás de Chopitea (originario de Lequeitio) y la criolla Isabel de Villota.
- 1819 	Su familia se instala en Barcelona, en el barrio de La Ribera, huyendo de las guerras coloniales. Dorotea tiene tres años
- 1831 	Breve retorno a Chile, con la esperanza de recuperar las posesiones perdidas.
- 1832 	Con 16 años se casa con José María Serra, nacido también en Santiago de Chile pero de padre catalán (de Palafrugell, Gerona), en la basílica de Santa María del Mar. Se establecen en la calle de Montcada.
- 1833 	La muerte de Fernando VII, y el consiguiente conflicto dinástico, comporta una crisis política.
- 1834 	A los 18 años es madre por primera vez.
- 1835 	El liberalismo radical, del que son fruto las desamortizaciones, comporta un tiempo de sublevaciones populares.
- 1844	El apaciguamiento de las tensiones, con la Década Moderada, permite a la familia Serra-Chopitea cooperar en la fundación del Colegio del Sagrado Corazón de Sarriá, donde tienen la casa de verano. El marido, comerciante que se convierte en banquero y armador, interviene en la fundación del Banco de Barcelona.
- 1854	El Bienio Progresista comporta una transformación interna de Barcelona.
- 1860	 Dorotea funda una residencia para atender durante el día a los niños mientras sus padres trabajan en talleres y fábricas.
- 1867	Josep Maria Serra y su cuñado Isidor Pons ponen en marcha la empresa José María Serra e hijo.
- 1868	Estalla el sexenio revolucionario, Dorotea pone en marcha el primer hospital infantil del Estado, de la mano de san Benito Menni.
- 1873	La familia Serra-Chopitea se instala en el Ensanche, en una casa-palacio en la Gran Vía (actualmente ocupada por el Hotel Gran Vía).
- 1874	Las tensiones del sexenio llevan a la burguesía a promover una mayor estabilidad social.
- 1875	Restauración monárquica con la proclamación de Alfonso XII.
- 1879	Colaboración en la construcción del Hospital del Sagrado Corazón.
- 1882 	Muere José María Serra. Ya viuda, Dorotea multiplica su compromiso social: templos, escuelas, hospitales, residencias... Al conocer a san Juan Bosco, le pide la fundación de una obra educativa en Barcelona, lo que sucederá dos años más tarde.
- 1885	Construcción de la iglesia del Sagrado Corazón, en la calle Caspe, donde templa su fe cristiana en el espíritu ignaciano.
- 1886	Con la visita de san Juan Bosco a Barcelona, Dorotea promueve una capilla dedicada al Sagrado Corazón en la cumbre del Tibidabo.
- 1887	Promueve, en la Escuela Profesional Salesiana de Sarriá, la primera escuela-taller de Artes Gráficas de Barcelona.
- 1888	Muerto san Juan Bosco, Dorotea se lanza a una carrera para culminar sus proyectos sociales, consciente de que su tiempo se acaba.
- 1891	Muere en Barcelona. Sus seis hijas concluyen sus obras.
- 1892	Aparece su primera biografía, obra del jesuita Jaume Nonell.
- 1926	Aparece la segunda biografía, obra del jesuita Jacint Alegre.
- 1927	Inicio del proceso de beatificación.
- 1928	Traslado de sus restos desde el cementerio del Barrio de Poble Nou hasta el santuario (y actual parroquia) de María Auxiliadora.
- 1962	Aparece su tercera biografía, obra del salesiano Amadeo Burdeus.
- 1983	Juan Pablo II la declara Venerable.[12]

## Obra en Barcelona
Templos (5)
- Iglesia del Sagrado Corazón (Jesuitas). Caspe 25.
- Iglesia de San José (Salesianos). Rocafort 42.
- Santuario y Parroquia de María Auxiliadora (Salesianos). Pº S. Juan Bosco 74.
- Basílica y Parroquia del Sagrado Corazón (Salesianos). Cumbre del Tibidabo.
- Parroquia de San Eugenio I papa (antigua capilla del Hospital Sagrado Corazón). Conde Borrell 303.

Escuelas (15)
- Sagrado Corazón-Sarriá (Religiosas del Sagrado Corazón de Jesús). Sagrado Corazón 25.
- Sagrado Corazón-Aldana (Hijas de la Caridad de San Vicente de Paúl). Aldana 1.
- Sagrada Familia (Hijas de la Caridad de San Vicente de Paúl). Conde de Urgel 262.
- Jesuitas de Caspe. Caspe/Lauria.
- Salesianos de Sarriá. Pº S. Juan Bosco 42.
- Salesianas de Sarriá. Pº S. Juan Bosco 24.
- Salesianos de Rocafort. Rocafort 42.
- La Salle Barceloneta. Balboa 18.
- San Juan Bautista Barceloneta. (Hijas de la Caridad de San Vicente de Paúl) Balboa 19.
- Jesuitas de Sarriá. Carrasco y Formiguera 32.
- Asunción (Concepcionistas). Inicialmente en Triunfo, 107 (San Martín de Provençals), actualmente en la Rambla del Poblenou 94-96.
- Sagrado Corazón-Diputación (Religiosas del Sagrado Corazón de Jesús). Inicialmente en Diputación 270, actualmente en Diputación 326.
- La Salle Gracia. Inicialmente en Iglesia 4 (Gracia), actualmente en la Pza. del Norte 14.
- San Vicente de Paúl (Paúlas). Carolinas 16, donde actualmente está la Fundación Pere Tarrés. Institución desaparecida.
- La Salle Les Corts. Avda. Sarriá 8. Institución desaparecida.
- La Salle Poble Sec. Blay 42. Institución desaparecida.

Hospitales (4)
- Hospital de San Juan de Dios (Hermanos de San Juan de Dios). Inicialmente en las Corts, hoy en Esplugues de Llobregat.
- Hospital San Rafael (Hospitalarias del Sagrado Corazón de Jesús). Inicialmente en las Corts, hoy en la Vall d’Hebron.
- Hospital del Sagrado Corazón (Hospitalarias del Sagrado Corazón de Jesús). Inicialmente en Borrell/Londres, hoy en Viladomat 288. Institución refundada.
- Hospital de Niños de Barcelona, llamado inicialmente Albergue de San Antonio (Paúlas). Roger de Flor 259. Institución refundada.

Residencias (7)
- Asilo de San Juan Bautista, hoy transformado en la Escuela San Juan Bautista (Paúlas). Balboa, 19-27.
- Asilo de San Rafael, hoy transformado en el Hogar de Niños de San Rafael (Paúlas). Roger de Flor, 98.
- Residencia de María Reparadora (Reparadoras). Inicialmente en Caspe/Girona, actualmente en Jaume Mimó i Llobet 28-30 (Cerdanyola del Vallès).
- Residencia y Centro Social de María Inmaculada (Religiosas de María Inmaculada). Inicialmente en Comtal 35, actualmente en Consell de Cent 393-397.
- Asilo de la calle de la Luna. Institución desaparecida.
- Asilo del Buen Consejo (Dominicas de la Presentación). Situada en el lugar que ahora ocupa El Corte Inglés Diagonal. Institución desaparecida.
- Asilo de ancianos (Hermanitas de los Pobres). Borrell 159-169. Institución desaparecida.[13]

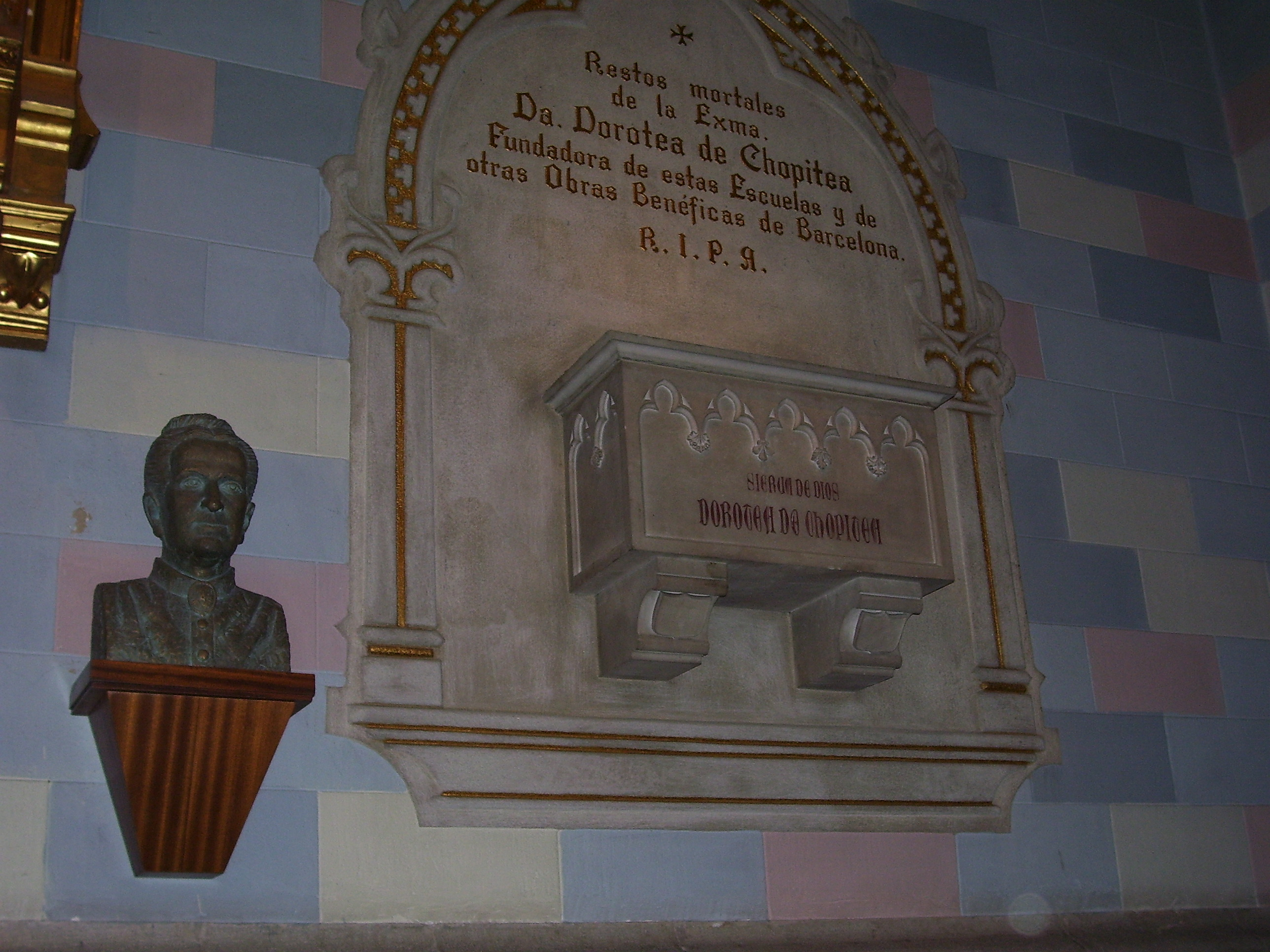
Tumba de Dorotea de Chopitea, santuario y parroquia de María Auxiliadora de Sarriá (Barcelona)